# Carisma
El carisma es considera una qualitat de la personalitat que atreu els altres i els fa més receptius a les seves idees, és una barreja de caràcter, influència i habilitats socials.
Els estudiosos en sociologia, ciències polítiques, psicologia i gestió es reserven el terme per a un tipus de lideratge vist com a extraordinari. En aquests camps, el terme "carisma" s'utilitza per descriure un tipus particular de líder que utilitza "els senyals del líder basats en valors, símbols i emocions".
En la teologia cristiana, el terme apareix com a carisma, una dotació o poder extraordinari donat per l'Esperit Sant. En altres moviments religiosos també es considera un atribut diví que fa possible els grans líders.
L'ús modern del terme va ser introduït per Max Weber, en les seves teories del poder, per explicar com un cert magnetisme personal esdevenia la font de legitimitat del lideratge de grups.

## Etimologia
El mot carisma prové del grec antic χάρισμα (khárisma), que significa "favor donat lliurement" or "regal de gràcia". El terme i el seu plural χαρίσματα (charismata) deriva de χάρις (charis), que significa "gràcia" o "encant", amb el qual comparteix l'arrel. Alguns derivats d'aquesta arrel (inclòs "gràcia") tenen significats similars al sentit modern de carisma de la personalitat, com ara "amb molt d'atractiu o encant", "amable", "afavorit" o "beneït". A més, el dialecte grec antic, molt utilitzat a l'època romana, utilitzava aquests termes sense les connotacions que es troben en l'ús religiós modern. Els antics grecs aplicaven el carisma de la personalitat als seus déus ; per exemple, atribuint encant, bellesa, natura, creativitat humana o fertilitat a les deesses que anomenaven Charites (Χάριτες).
Els teòlegs i els científics socials han ampliat i modificat el significat grec original en dos sentits diferents: carisma de personalitat i carisma conferit divinament.
El significat de carisma s'ha difós molt des del seu significat original conferit divinament, i fins i tot del significat de carisma de personalitat als diccionaris anglesos moderns, que es redueix a una barreja d'encant i estatus. John Potts, que ha analitzat àmpliament la història del terme, resumeix els significats sota aquest ús comú difús: "El carisma contemporani manté, però, el caràcter irreductible que li atribueix Weber: conserva una qualitat misteriosa i esquiva. Els comentaristes dels mitjans habitualment descriuen el carisma com el "factor X". … El caràcter enigmàtic del carisma també suggereix una connexió, almenys fins a cert punt, amb les primeres manifestacions del carisma com a do espiritual.

## Història

### Carisma procedent de la divinitat
La Bíblia hebrea i la Bíblia cristiana mostren el desenvolupament del carisma conferit per Déu. En el text hebreu, la idea de lideratge carismàtic està generalment assenyalada per l'ús del substantiu hen (favor) o el verb hanan (mostrar favor). El terme grec per a charisma (gràcia o favor) i la seva arrel charis (gràcia) van substituir els termes hebreus a la traducció grega de la Bíblia hebrea (Septuaginta). En tot cas, "la imatge paradigmàtica de l'heroi carismàtic és la figura que ha rebut el favor de Déu". En altres paraules, el carisma divinament conferit està reservat per a figures molt venerades.
Així, els jueus de la Mediterrània oriental al segle I dC tenien nocions de charis i charisma que abraçaven la gamma de significats que es troben a la cultura grega i els significats espirituals de la Bíblia hebrea.  A partir d'aquest llegat lingüístic de cultures fusionades, a la primera carta als Corintis, l'Apòstol Pau va introduir el significat que l'Esperit Sant atorgava charism i charismata, "el do de la gràcia de Déu", a individus o grups. Per a Pau, "hi ha una clara distinció entre carisma i charis; el carisma és el resultat directe de charis o gràcia divina". 
A les epístoles del Nou Testament, Pau es refereix al charisma o al seu plural charismata set vegades a 1 Corintis, escrit en grec koiné (o comú) cap a l'any 54 dC. Elabora els seus conceptes amb sis referències a Romans (c. 56). Fa tres referències individuals a 2 Corintis 56, 1 Timoteu i 2 Timoteu 62–67. La dissetena i única altra menció del charisma es troba a 1 Pere.  
Els evangelis, escrits a finals del segle I, apliquen el carisma divinament conferit a les figures venerades. En són exemples els relats del baptisme de Jesús i de la seva transfiguració, en què els deixebles el veuen radiant de llum, apareixent juntament amb Moisès i Elies. Un altre exemple és la salutació de Gabriel a Maria com a "plena de gràcia". En aquests i altres casos, els primers cristians van designar certes persones com a posseïdors de "dons espirituals", i aquests dons incloïen "la capacitat de penetrar el proïsme fins al fons del seu cor i esperit i reconèixer si està dominat per un bé o per un mal esperit i el do per ajudar-lo a alliberar-se del seu dimoni".
Els creients van caracteritzar les seves venerades figures religioses per tenir "una perfecció més alta... un carisma especial". Després, amb l'establiment de l'Església cristiana, "els antics dons carismàtics i les ofrenes gratuïtes es van transformar en un sistema sacerdotal jeràrquic". L'enfocament en la institució més que en els individus d'inspiració divina va dominar cada cop més el pensament i la vida religiosa, i aquest enfocament no va canviar durant segles.
Al segle XVII, els líders de l'església, sobretot en la tradició llatina, van accentuar "els dons individuals [i] talents particulars impartits per Déu o l'Esperit Sant". El segle xix va comportar un canvi d'èmfasi cap als aspectes individuals i espirituals del carisma; Els teòlegs protestants i alguns catòlics van reduir el concepte a dots superlatius, fora del comú i virtuosos. Simultàniament, el terme es va alienar del significat molt més ampli que els primers cristians li havien atribuït. Així i tot, el terme reduït es projectava al període anterior. "Una comprensió sistemàticament reflectida i altament diferenciada del carisma sovint s'infusionava inconscientment a les Escriptures i als escrits dels pares de l'església, de manera que aquests textos ja no es llegeixen a través dels ulls dels autors".
Aquests significats dialèctics van influir en els canvis en el pentecostalisme a finals del segle XIX i en els moviments carismàtics en algunes esglésies principals a mitjans del segle xx.

### Carisma de la personalitat
La base de l'ús secular modern prové del sociòleg alemany Max Weber. Va descobrir el terme en l'obra de Rudolph Sohm, un historiador de l'església alemany, el Kirchenrecht del qual el 1892 va ser immediatament reconegut a Alemanya com una obra de referència. També va estimular un debat entre Sohm i els principals teòlegs i estudiosos de la religió, que va durar més de vint anys i va estimular una rica literatura polèmica. Aquest debat i la literatura havien convertit el carisma en un terme popular quan Weber el va utilitzar a L'ètica protestant i l'esperit del capitalisme i a la seva Sociologia de la religió. Potser perquè va suposar que els lectors ja entenien la idea, els primers escrits de Weber no tenien definició ni explicació del concepte. A la col·lecció de les seves obres, Economia i societat, va identificar el terme com un exemple principal d'acció que va titllar de "valor-racional", en distinció i oposició a l'acció que va titllar d'"instrumentalment racional". Com que va aplicar significats per al carisma similars a Sohm, que havia afirmat la naturalesa purament carismàtica del primer cristianisme, El carisma de Weber hauria coincidit amb el sentit del carisma conferit per Déu definit anteriorment a l'obra de Sohm.
Weber va introduir el sentit del carisma de la personalitat quan va aplicar el carisma per designar una forma d'autoritat. Per explicar l'autoritat carismàtica va desenvolupar la seva definició clàssica: "El carisma és una certa qualitat d'una personalitat individual en virtut de la qual es diferencia dels homes corrents i es tracta com a dotat de poders o qualitats sobrenaturals, sobrehumanes o, almenys, específicament excepcionals. Aquests com a tals no són accessibles a la persona corrent, sinó que es consideren d'origen diví o exemplars, i sobre la base d'ells es tracta l'individu en qüestió com a líder."
Aquí Weber amplia el concepte de carisma més enllà d'allò sobrenatural, fins allò sobrehumà i fins i tot amb poders i qualitats excepcionals. El sociòleg Paul Joosse va examinar la famosa definició de Weber i va trobar que: "a través de frases simples però profundament conseqüents com "es consideren" i "es tracten", el carisma esdevé un concepte relacional, atribuïble i, finalment, pròpiament sociològic... Per a Weber, el lloc del poder està en els liderats, que de manera activa (si potser inconscientment) investiguen els seus líders amb autoritat social."
És a dir, Weber indica que són els seguidors els que atribueixen poders a l'individu, subratllant que "el reconeixement per part dels subjectes a l'autoritat" és decisiu per a la validesa del carisma.:359 
Weber va morir el 1920, deixant "manuscrits fragmentaris desordenats sense ni tan sols la guia d'un pla o taula dels continguts proposats". Un manuscrit inacabat contenia la seva definició de carisma citada més amunt. Va trigar més d'un quart de segle perquè la seva obra fos traduïda a l'anglès. Pel que fa al carisma, generalment es considera que les formulacions de Weber van reviure el concepte de la seva profunda foscor teològica. Tanmateix, fins i tot amb les admirables traduccions i prefacis de les seves obres senceres, molts estudiosos han trobat ambigües les formulacions de Weber. Durant l'últim mig segle han debatut el significat de molts conceptes weberians, inclòs el significat del carisma, el paper dels seguidors i el grau d'un component sobrenatural.